# 동맥혈가스분석
동맥혈 가스 분석(arterial blood gas test, ABG test 또는 arterial blood gas analysis, ABGA) 또는 동맥혈 기체 분석은 동맥의 혈액 내에 포함된 기체, 가령 산소와 이산화탄소의 양을 측정하는 검사이다. 주사기와 얇은 주사바늘을 사용해 노동맥에서 소량의 혈액을 채취하는 경우가 많으나, 위팔동맥이나 사타구니의 넙다리동맥을 이용하기도 한다. 동맥카테터로 혈액을 얻을 수도 있다.
동맥혈가스분석은 동맥의 산소 분압(PaO2), 동맥의 이산화탄소 분압(PaCO2), 동맥혈 pH를 측정하는 것이 목적이다. 또한 동맥의 산소포화도(SaO2)도 함께 확인하는 경우가 많다. 이러한 정보는 중증 질환이나 호흡기 질환이 있는 환자에서 특히 진단에 중요하다. 따라서 중환자실에서 가장 많이 실시하는 검사 중 하나이다. ABGA보다 비침습적으로 혈액의 산소포화도를 측정하는 방법으로는 맥박산소측정이 있으므로, 환자의 중증도에 맞게 진단 도구를 선택할 수 있다.
ABGA를 이용해 혈중 중탄산염 농도를 측정하는 것 역시 가능하다. 다수의 혈액가스분석기가 젖산, 헤모글로빈, 여러 전해질, 옥시헤모글로빈, 카복시헤모글로빈, 메트헤모글로빈 등의 농도도 함께 측정해 보고한다. ABGA는 여러 의학 분야에서 폐포-모세혈관 막 간의 기체 교환이 잘 이루어지는지 확인하기 위해 시행한다. 질환이 복합적인 양상으로 나타나 해석하기 어려워질 수 있는데, 이 때문에 각종 계산기, 계산도표(nomogram), 혹은 대략적인 판단을 위한 법칙 등이 널리 쓰인다.

## 측정
헨더슨-하셀바흐 방정식에 따르면, 세 변수 pH, {\displaystyle P_{\rm {{CO}_{2}}}}, [HCO−
3] 가운데 둘이 주어지면 나머지 하나도 결정된다. 따라서 동맥혈 기체 분석 장치는 대개 pH와 {\displaystyle P_{\rm {{CO}_{2}}}}를 직접 측정한 다음 이로부터 [HCO−
3]를 계산하여 보고한다. [HCO−
3]를 직접 측정한 값에 해당하는 것은 총 CO2(total CO2, tCO2)인데, 시료에 강산을 첨가해 가면서 배출되는 이산화탄소 기체의 양을 재므로 [CO2−
3], [H
2CO
3] 등을 모두 포함한다. 생리학적인 pH 범위에서 이들은 HCO−
3보다 훨씬 적기 때문에, tCO2 값과 계산으로 구한 [HCO−
3] 값의 차이는 대체로 3 mM 이하이다. 차이가 심하다면 시료를 준비하고 측정하는 과정에 문제가 있었다고 의심해 볼 수 있으나, 환자 상태에 따라 차이가 심해지는 경우도 있으므로 주의 깊은 임상적 평가가 필요하다.

## 정상치
아래 표는 동맥혈가스분석에서 측정하는 수치들의 정상 수치로, 기관마다 각기 다를 수 있다.
| 대상                           | 범위                       | 해석 |
| ------------------------------ | -------------------------- | --- |
| pH                             | 7.35~7.45                  | pH와 H+ 농도는 환자가 산혈증(pH < 7.35, H+ >45)인지 알칼리혈증(pH > 7.45; H+ < 35)인지 판별하는 데에 사용한다. |
| H+                             | 35~45 nmol/L (nM)          | pH와 H+ 농도는 환자가 산혈증(pH < 7.35, H+ >45)인지 알칼리혈증(pH > 7.45; H+ < 35)인지 판별하는 데에 사용한다. |
| 동맥혈 산소 분압 (PaO2)        | 75~100mmHg                 | PaO2가 낮다면 혈액에 산소 공급이 적절하지 못한 것으로 저산소혈증이라 판단한다. (다만, 조직이나 기관에 산소 공급이 부족한 저산소증은 반드시 저산소혈증이 있어야만 발생하지는 않는다. 일반적으로 PaO2가 60 mm Hg 미만이라면 산소 치료를 고려한다. |
| 동맥혈 이산화탄소 분압 (PaCO2) | 35~45mmHg                  | CO2의 생산 및 제거를 대표하는 측정값이다. 대사 속도가 일정하다고 가정한다면 이산화탄소 분압은 전적으로 호흡을 통한 제거에 의존해 결정된다. 호흡이 잘 되지 않는 저환기 등으로 인해 PaCO2가 높아진 호흡성 산증(고이산화탄소혈증), 혹은 반대로 과다환기로 인해 PaCO2가 낮아지는 호흡성 알칼리증(저이산화탄소혈증)을 확인 가능하다. |
| 탄산수소 이온 농도 (HCO− 3)    | 22~26 mEq/L                | HCO− 3 이온은 (케톤산증 같은) 대사성 질환이 있는지 확인 가능한 지표이다. 대개 HCO− 3 농도가 낮다면 대사성 산증, 높다면 대사성 알칼리증을 의미한다. 단, 총 CO2 농도의 변화와 함께 고려해야 정확한 환자 상태를 판별할 수 있다. |
| SBCe (표준 중탄산염 농도)      | 21~27 mmol/L               | CO2가 5.33 kPa, 산소포화도 100%, 섭씨 37도 상태를 가정했을 때 혈중 중탄산염 농도. |
| 염기과잉 (BE)                  | −2~+2 mmol/L               | 염기과잉은 산-염기 장애의 대사성 이상을 평가하기 위해 사용하며, 환자가 대사성 산증인지 대사성 알칼리증을 뜻한다, 중탄산염 농도와 달리, 염기과잉은 pH 변화에서 호흡 이상이 미치는 영향을 배제하고 관찰할 수 있는 계산값이다. 염기과잉을 계산하는 방식은 두 가지로, 세포외액의 염기과잉을 BE(ecf), 혈중 염기과잉은 BE(b)라고 하자. BE(ecf) = [HCO− 3]− 24.8 + 16.2 × (pH − 7.4). BE(b) = (1 − 0.014 × Hgb) × ([HCO− 3]− 24.8 + (1.43 × Hgb + 7.7) × (pH − 7.4). |
| 총 CO2 (tCO2 (P)c)             | 23~30 mmol/L 100~132 mg/dL | 이 값은 CO2의 총량으로, HCO− 3와 PCO2의 합이다. 다음과 같은 식으로 정의된다. tCO2 = [HCO− 3] + α×PCO2, α=0.226 mM/kPa, HCO− 3의 단위는 mM, mmol/L, PCO2의 단위는 kPa이다. |
| O2 함유량 (CaO2, CvO2, CcO2)   | 94~100% (mL O2/dL blood)   | 이 값은 혈장에 용해된 산소와 헤모글로빈에 결합한 산소를 합한 것으로, 다음과 같은 식으로 정의된다. CaO2 = (PaO2 × 0.003) + (SaO2 × 1.34 × Hgb). 헤모글로빈 농도의 단위는 g/dL이다. |